# Bāgh-e Bazm
Bāgh-e Bazm (persiska: باغ وز, Bāgh-e Vaz, باغ بزم) är en ort i Iran.   Den ligger i provinsen Kerman, i den centrala delen av landet, 800 km sydost om huvudstaden Teheran. Bāgh-e Bazm ligger 2 489 meter över havet och antalet invånare är 159.
Terrängen runt Bāgh-e Bazm är huvudsakligen kuperad, men västerut är den bergig.Runt Bāgh-e Bazm är det glesbefolkat, med 12 invånare per kvadratkilometer. Närmaste större samhälle är Bardsīr, 17,0 km nordost om Bāgh-e Bazm. Trakten runt Bāgh-e Bazm är ofruktbar med lite eller ingen växtlighet.